# Mycterus quadricollis
Mycterus quadricollis là một loài bọ cánh cứng trong họ Mycteridae. Loài này được Horn miêu tả khoa học năm 1874.